# Max Nosseck
Alexander Max Norris dit Max Nosseck est un acteur, scénariste et réalisateur allemand, né le 19 septembre 1902 à Nakel (Prusse orientale, aujourd'hui en Pologne) et mort le 29 septembre 1972 à Bad Wiessee (Allemagne).

## Filmographie

### en tant qu'acteur
- 1926 : Derby, de Max Reichmann et Joe May
- 1926 : Petite maman, d'Erich Schönfelder
- 1970 : Ces messieurs aux gilets blancs, de Wolfgang Staudte
- 1972 : Trois Filles nues dans l'île de Robinson (Robinson und seine wilden Sklavinnen) de Jesús Franco

### en tant que scénariste
- [1958 : Münchhausen en Afrique (Münchhausen in Afrika), de Werner Jacobs
- 1958 : La Main dans le sac (Polikuschka), de Carmine Gallone
- 1958 : Les Yeux noirs, de Paul Martin

### en tant que réalisateur
- 1934 : Le Roi des Champs-Élysées
- 1935 : Aventura oriental
- 1936 : Oranje Hein
- 1940 : Overture to Glory
- 1941 : Gambling Daughters
- 1945 : The Brighton Strangler
- 1945 : Dillinger, l'ennemi public n° 1
- 1946 : Beauté noire (Black Beauty)
- 1947 : The Return of Rin Tin Tin
- 1951 : SOS Corée
- 1953 : The Body Beautiful
- 1954 : Jardin de l'Éden
- 1956 : And Who Is Kissing Me?
- 1956 : Singing in the Dark